# Gran Premio del Mediterraneo
Der Gran Premio del Mediterraneo (deutsch: Großer Preis des Mittelmeers) war eine Automobilrennsportveranstaltung, die von 1962 bis 1998 nahezu jährlich auf dem Autodromo di Pergusa in der sizilianischen Stadt Enna durchgeführt wurde. Es war für unterschiedliche Rennserien ausgeschrieben.

## Geschichte
Der Gran Premio del Mediterraneo war anfänglich für die Formel 1 ausgeschrieben. Von 1962 bis 1965 wurde er viermal in dieser Form ausgetragen; er zählte in dieser Zeit aber nicht zur Formel-1-Weltmeisterschaft. Ab 1967 war das Rennen Teil der Formel-2-Europameisterschaft. In dieser Serie ersetzte er den Gran Premio di Pergusa, der in den zurückliegenden Jahren an gleicher Stelle als Formel-2-Rennen ausgetragen worden und seit 1966 für Formel-3-Autos ausgeschrieben war. Der Gran Premio del Mediterraneo blieb bis zu ihrer Einstellung Ende 1984 Bestandteil der Formel-2-Europameisterschaft. Danach gehörte es 14 Jahre lang zur Internationalen Formel-3000-Meisterschaft, der Nachfolgeserie der Formel 2. Zu Beginn des 21. Jahrhunderts wurden noch einmal zwei Formel-3000-Rennen in Enna ausgetragen, die die Bezeichnung Gran Premio di Enna trugen. 
 Zu den Besonderheiten des im Juli oder August des jeweiligen Jahres ausgetragenen Gran Premio del Mediterraneo gehörten die vielfach sehr hohen Temperaturen. Sie führten wiederholt dazu, dass einzelne Rennfahrer aus Angst um ihre Gesundheit die Teilnahme an der Veranstaltung absagten.

## Ergebnisse
| Auflage | Datum             | Klasse                            | Strecke                           | Sieger                            | Zweiter                           | Dritter                           | Pole-Position                     | Schnellste Rennrunde                           |
| ------- | ----------------- | --------------------------------- | --------------------------------- | --------------------------------- | --------------------------------- | --------------------------------- | --------------------------------- | ---------------------------------------------- |
| 1       | 19. August 1962   | Formel 1                          | Autodromo di Pergusa              | Lorenzo Bandini (Ferrari)         | Giancarlo Baghetti (Ferrari)      | Carlo Maria Abate (Porsche)       | Lorenzo Bandini (Ferrari)         | Lorenzo Bandini / Giancarlo Baghetti (Ferrari) |
| 2       | 18. August 1963   | Formel 1                          | Autodromo di Pergusa              | John Surtees (Ferrari)            | Peter Arundell (Lotus)            | Lorenzo Bandini (BRM)             | John Surtees (Ferrari)            | John Surtees (Ferrari)                         |
| 3       | 16. August 1964   | Formel 1                          | Autodromo di Pergusa              | Jo Siffert (Brabham)              | Jim Clark (Lotus)                 | Innes Ireland (BRM)               | Jo Siffert (Brabham)              | Mike Spence (Lotus)                            |
| 4       | 15. August 1965   | Formel 1                          | Autodromo di Pergusa              | Jo Siffert (Brabham)              | Jim Clark (Lotus)                 | Frank Gardner (Brabham)           | Jim Clark (Lotus)                 | Jim Clark (Lotus)                              |
|         | 1966              | Kein Gran Premio del Mediterraneo | Kein Gran Premio del Mediterraneo | Kein Gran Premio del Mediterraneo | Kein Gran Premio del Mediterraneo | Kein Gran Premio del Mediterraneo | Kein Gran Premio del Mediterraneo | Kein Gran Premio del Mediterraneo              |
| 6       | 20. August 1967   | Formel 2                          | Autodromo di Pergusa              | Jackie Stewart (Matra)            | Jean-Pierre Beltoise (Matra)      | Jacky Ickx (Matra)                | Jackie Stewart (Matra)            | Jacky Ickx (Matra)                             |
| 7       | 25. August 1968   | Formel 2                          | Autodromo di Pergusa              | Jochen Rindt (Brabham)            | Piers Courage (Matra)             | Ernesto Brambilla (Ferrari)       | Henri Pescarolo (Matra)           | Jochen Rindt (Brabham)                         |
| 8       | 24. August 1969   | Formel 2                          | Autodromo di Pergusa              | Piers Courage (Matra)             | Johnny Servoz-Gavin (Matra)       | François Cevert (Tecno)           | Clay Regazzoni (Tecno)            | Graham Hill (Lotus)                            |
| 9       | 23. August 1970   | Formel 2                          | Autodromo di Pergusa              | Clay Regazzoni (Tecno)            | Jo Siffert (BMW)                  | Jacky Ickx (BMW)                  | Jacky Ickx (BMW)                  | Jacky Ickx (BMW)                               |
|         | 1971              | Kein Gran Premio del Mediterraneo | Kein Gran Premio del Mediterraneo | Kein Gran Premio del Mediterraneo | Kein Gran Premio del Mediterraneo | Kein Gran Premio del Mediterraneo | Kein Gran Premio del Mediterraneo | Kein Gran Premio del Mediterraneo              |
| 10      | 20. August 1972   | Formel 2                          | Autodromo di Pergusa              | Henri Pescarolo (Brabham)         | Patrick Depailler (Alpine)        | Carlos Ruesch (Surtees)           | Mike Hailwood (Surtees)           | Carlos Pace (Surtees)                          |
| 11      | 27. August 1973   | Formel 2                          | Autodromo di Pergusa              | Jean-Pierre Jarier (March)        | Vittorio Brambilla (March)        | Jochen Mass (Surtees)             | Jean-Pierre Jarier (March)        | Patrick Depailler (Alpine)                     |
| 12      | 25. August 1974   | Formel 2                          | Autodromo di Pergusa              | Hans-Joachim Stuck (March)        | David Purley (Chevron)            | Gabriele Serblin (March)          | Hans-Joachim Stuck (March)        | Hans-Joachim Stuck (March)                     |
| 13      | 27. Juli 1975     | Formel 2                          | Autodromo di Pergusa              | Jacques Laffite (Martini)         | Gérard Larrousse (Alpine)         | Gabriele Serblin (March)          | Patrick Tambay (March)            | Michel Leclère (March)                         |
| 14      | 25. Juli 1976     | Formel 2                          | Autodromo di Pergusa              | René Arnoux (Martini)             | Alex-Dias Ribeiro (March)         | Eddie Cheever (March)             | Patrick Tambay (March)            | Alex Dias-Ribeiro (March)                      |
| 15      | 24. Juli 1977     | Formel 2                          | Autodromo di Pergusa              | Keke Rosberg (Chevron)            | René Arnoux (Martini)             | Ingo Hoffmann (Ralt)              | Keke Rosberg (Chevron)            | Keke Rosberg (Chevron)                         |
| 16      | 23. Juli 1978     | Formel 2                          | Autodromo di Pergusa              | Bruno Giacomelli (March)          | Eddie Cheever (March)             | Derek Daly (Chevron)              | Derek Daly (Chevron)              | Derek Daly (Chevron)                           |
| 17      | 29. Juli 1979     | Formel 2                          | Autodromo di Pergusa              | Eje Elgh (March)                  | Derek Daly (March)                | Stephen South (March)             | Brian Henton (Ralt)               | Stephen South (March)                          |
| 18      | 2. August 1980    | Formel 2                          | Autodromo di Pergusa              | Siegfried Stohr (Toleman)         | Brian Henton (Toleman)            | Manfred Winkelhock (March)        | Siegfried Stohr (Toleman)         | Teo Fabi (March)                               |
| 19      | 26. Juli 1981     | Formel 2                          | Autodromo di Pergusa              | Thierry Boutsen (March)           | Huub Rothengatter (March)         | Michele Alboreto (Minardi)        | Thierry Boutsen (March)           | Thierry Boutsen (March)                        |
| 20      | 1. August 1982    | Formel 2                          | Autodromo di Pergusa              | Thierry Boutsen (Spirit)          | Stefan Bellof (Maurer)            | Johnny Cecotto (March)            | Thierry Boutsen (Spirit)          | Stefan Bellof (Maurer)                         |
| 21      | 31. Juli 1983     | Formel 2                          | Autodromo di Pergusa              | Jonathan Palmer (Ralt)            | Philippe Streiff (AGS)            | Mike Thackwell (Ralt)             | Mike Thackwell (Ralt)             | Alessandro Nannini (Minardi)                   |
| 22      | 26. Juli 1981     | Formel 2                          | Autodromo di Pergusa              | Mike Thackwell (Ralt)             | Roberto Moreno (Ralt)             | Alessandro Nannini (Minardi)      | Mike Thackwell (Ralt)             | Mike Thackwell (Ralt)                          |
| 23      | 28. Juli 1985     | Formel 3000                       | Autodromo di Pergusa              | Mike Thackwell (Ralt)             | Emanuele Pirro (March)            | Christian Danner (March)          | John Nielsen (Ralt)               | Thierry Tassin (March)                         |
| 24      | 20. Juli 1986     | Formel 3000                       | Autodromo di Pergusa              | Luis Pérez-Sala (Ralt)            | Pierluigi Martini (Ralt)          | Pascal Fabre (Lola)               | Ivan Capelli (March)              | Mike Thackwell (Ralt)                          |
| 25      | 19. Juli 1987     | Formel 3000                       | Autodromo di Pergusa              | Roberto Moreno (Ralt)             | Pierluigi Martini (Ralt)          | Gabriele Tarquini (March)         | Maurício Gugelmin (Ralt)          | Lamberto Leoni (March)                         |
| 26      | 17. Juli 1988     | Formel 3000                       | Autodromo di Pergusa              | Pierluigi Martini (March)         | Olivier Grouillard (Lola)         | Michel Trollé (Lola)              | Olivier Grouillard (Lola)         | Pierluigi Martini (March)                      |
| 27      | 23. Juli 1989     | Formel 3000                       | Autodromo di Pergusa              | Andrea Chiesa (Reynard)           | Claudio Langes (Lola)             | Eddie Irvine (Reynard)            | Jean Alesi (Reynard)              | Martin Donnelly (Reynard)                      |
| 28      | 22. Juli 1990     | Formel 3000                       | Autodromo di Pergusa              | Gianni Morbidelli (Lola)          | Allan McNish (Lola)               | Gary Brabham (Lola)               | Damon Hill (Lola)                 |                                                |
| 29      | 7. Juli 1991      | Formel 3000                       | Autodromo di Pergusa              | Emanuele Naspetti (Reynard)       | Marco Apicella (Lola)             | Giuseppe Bugatti (Reynard)        | Emanuele Naspetti (Reynard)       |                                                |
| 30      | 12. Juli 1992     | Formel 3000                       | Autodromo di Pergusa              | Luca Badoer (Reynard)             | Emanuele Naspetti (Reynard)       | Andrea Montermini (Reynard)       | Luca Badoer (Reynard)             |                                                |
| 31      | 18. Juli 1993     | Formel 3000                       | Autodromo di Pergusa              | David Coulthard (Reynard)         | Vincenzo Sospiri (Reynard)        | Jérôme Policand (Reynard)         | Michael Bartels (Reynard)         |                                                |
| 32      | 17. Juli 1994     | Formel 3000                       | Autodromo di Pergusa              | Gil de Ferran (Reynard)           | Franck Lagorce (Reynard)          | Hideki Noda (Reynard)             | Franck Lagorce (Reynard)          |                                                |
| 33      | 23. Juli 1995     | Formel 3000                       | Autodromo di Pergusa              | Ricardo Rosset (Reynard)          | Vincenzo Sospiri (Reynard)        | Christian Pescatori (Reynard)     | Kenny Bräck (Reynard)             |                                                |
| 34      | 21. Juli 1996     | Formel 3000                       | Autodromo di Pergusa              | Marc Goossens (Lola)              | Jörg Müller (Lola)                | Christophe Tinseau (Lola)         | Marc Goossens (Lola)              |                                                |
| 35      | 20. Juli 1997     | Formel 3000                       | Autodromo di Pergusa              | Jamie Davies (Lola)               | Ricardo Zonta (Lola)              | Max Wilson (Lola)                 | Jamie Davies (Lola)               |                                                |
| 36      | 6. September 1998 | Formel 3000                       | Autodromo di Pergusa              | Juan Pablo Montoya (Lola)         | Nick Heidfeld (Lola)              | Soheil Ayari (Lola)               | Nick Heidfeld (Lola)              | Juan Pablo Montoya (Lola)                      |